# Talladega Springs
Pour les articles homonymes, voir Talladega.
Talladega Springs est une municipalité américaine située dans le comté de Talladega en Alabama.
Selon le recensement de 2010, sa population est de 166 habitants. La municipalité s'étend sur 1,24 milles carrés (3,21 km2).
Ancienne station thermale, la localité doit son nom à son comté et à ses sources d'eau soufrière et ferrugineuse (en anglais : springs). Elle devient une municipalité en 1913.

## Démographie
| 1920 | 1930 | 1940 | 1950 | 1960 | 1970 |
| ---- | ---- | ---- | ---- | ---- | ---- |
| 257  | 118  | 150  | 222  | 177  | 143  |

| 1980 | 1990 | 2000 | 2010 | - | - |
| ---- | ---- | ---- | ---- | - | - |
| 196  | 148  | 124  | 166  | - | - |